# Β-Carotene
β-Carotene là một chất hữu cơ với màu đỏ-cam mạnh, chúng có phong phú ở thực vật và trong trái cây. Đây là một thành viên của carotene, là terpenoid (isoprenoid), và được tổng hợp theo phương thức hóa sinh với nguyên liệu là tám đơn vị isoprene và do đó, chúng có 40 nguyên tử cacbon. Trong số các carotene, β-carotene có thể được phân biệt do chúng có các vòng beta ở cả hai đầu của phân tử. β-Carotene được sinh tổng hợp từ pyrophosphate geranylgeranyl.
β-Carotene là dạng carotene phổ biến nhất ở thực vật. Khi được sử dụng làm màu thực phẩm, nó có số hiệu là E E160a : :119 Cấu trúc của β-carotene được suy ra bởi Karrer cùng cộng sự vào năm 1930. Trong tự nhiên, β-carotene là tiền chất (dạng không hoạt động) của vitamin A thông qua hoạt động của beta-carotene 15,15'-monooxygenase.
Phân lập β-carotene từ những carotenoid phong phú có trong trái cây thường được thực hiện bằng phương pháp sắc ký cột. Chúng cũng có thể được chiết xuất từ loại tảo giàu beta-carotene, Dunaliella salina. Việc tách β-carotene ra khỏi hỗn hợp các carotenoid khác dựa trên tính phân cực của các hợp chất. β-Carotene là một hợp chất không phân cực, vì vậy nó được tách ra với một dung môi không phân cực như hexan. Được liên hợp chặt chẽ, chúng có màu sắc rất đậm, và giống như một hydrocarbon thiếu các nhóm chức, chúng cực kỳ ưa lipid.